# Hongchi
Hongchi (kinesiska: 洪池, 洪池乡) är en socken i Kina. Den ligger i provinsen Shanxi, i den norra delen av landet, omkring 370 kilometer sydväst om provinshuvudstaden Taiyuan. Antalet invånare är 15 407. Befolkningen består av 7 536 kvinnor och 7 871 män. Barn under 15 år utgör 17,0 %, vuxna 15-64 år 72 %, och äldre över 65 år 9,0 %.
Genomsnittlig årsnederbörd är 679 millimeter. Den regnigaste månaden är juli, med i genomsnitt 160 mm nederbörd, och den torraste är december, med 2 mm nederbörd.